# David Price (baseballista)
David Taylor Price (ur. 26 sierpnia 1985) – amerykański baseballista występujący na pozycji miotacza w Los Angeles Dodgers.

## Przebieg kariery
Po ukończeniu szkoły średniej, w czerwcu 2004 został wybrany w dziewiętnastej rundzie draftu przez Los Angeles Dodgers, jednak nie podpisał kontraktu, gdyż zdecydował się podjąć dalszą naukę na Vanderbilt University, gdzie w latach 2005–2007 grał w drużynie uniwersyteckiej Vanderbilt Commodores. Po ukończeniu studiów w 2007 przystąpił do draftu, w którym został wybrany przez Tampa Bay Rays i początkowo występował w klubach farmerskich tego zespołu, między innymi w Durham Bulls, reprezentującym poziom Triple-A. W Major League Baseball zadebiutował 14 września 2008 jako reliever w meczu przeciwko New York Yankees.
Dwa lata później wystąpił po raz pierwszy w karierze w Meczu Gwiazd, a w głosowaniu do nagrody Cy Young Award dla najlepszego miotacza w American League, zajął 2. miejsce za Féliksem Hernándezem z Seattle Mariners. W sezonie 2012 zwyciężył w lidze w klasyfikacji zwycięstw (20), miał najlepszy wskaźnik ERA (2,56) i otrzymał nagrodę Cy Young Award. 31 lipca 2014 w ramach wymiany, w której udział wzięły trzy kluby, Price przeszedł do Detroit Tigers. 30 lipca 2015 został zawodnikiem Toronto Blue Jays.
W grudniu 2015 jako wolny agent podpisał siedmioletni kontrakt wart 217 milionów dolarów z Boston Red Sox. 6 kwietnia 2019 w meczu przeciwko Arizona Diamondbacks zaliczył pierwsze w swojej karierze RBI. W lutym 2020 w ramach wymiany zawodników przeszedł do Los Angeles Dodgers. W lipcu 2020 zrezygnował z udziału w skróconym sezonie w obawie przed zakażeniem koronawirusem.

## Nagrody i wyróżnienia
| Nagroda/wyróżnienie      | Lata                         | Źródło |
| 5× All-Star              | 2010, 2011, 2012, 2014, 2015 | [ 4 ]  |
| AL Cy Young Award        | 2012                         | [ 7 ]  |
| Zwycięzca w World Series | 2018                         | [ 14 ] |
| Babe Ruth Award          | 2018                         | [ 15 ] |